# Gairo
Gairo (sardinsky: Gàiru) je italská obec (comune) v provincii Nuoro v regionu Sardinie. Nachází se ve výšce 670 metrů nad mořem a má přibližně 1 300 obyvatel. Rozloha obce je 77,49 km².